# Бостън Дайнамикс
„Бостън Дайнамикс“ (на английски: Boston Dynamics) е американска компания за инженеринг и роботика, създадена през 1992 г. на основата на група инженери от Масачузетския технологичен институт (MIT). Седалището ѝ е в Уолтъм, Масачузетс. Boston Dynamics е собственост на Hyundai Motor Group от декември 2020 г.
Boston Dynamics е най-известена с разработването на серия високомобилни роботи, включително BigDog, Spot, Atlas и Handle. От 2019 г. Spot се предлага в търговската мрежа, което го прави първият предлаган за продажба робот от Boston Dynamics, като компанията заявява намерението си да комерсиализира и други роботи, включително Handle през 2021. В Европа дистрибутор на Boston Dynamics е компанията General Laser, като предлага техните продукти.

## История
Компанията е основана от Марк Райберт, който отделя компанията от Масачузетския технологичен институт през 1992 г. В началото на историята на компанията тя работи с American Systems Corporation по договор с „Naval Air Warfare Center Training Systems Division“ (NAWCTSD), да замени видеозаписите за обучение на военноморските сили за операции по стартиране на самолети с интерактивни 3D компютърни симулации, включващи фигури, направени с DI-Guy, софтуер за реалистично човешко симулиране. В крайна сметка компанията започва да произвежда физически роботи – например BigDog е четириног робот, предназначен за американската армия, с финансиране от „Defense Advanced Research Projects Agency“ (DARPA).
На 13 декември 2013 г. компанията е придобита от Google X (по-късно X, дъщерно дружество на Alphabet Inc.) за неизвестна цена, където е управлявана от Анди Рубин до напускането му от Google през 2014 г. Непосредствено преди придобиването от Google X, Boston Dynamics прехвърля своята продуктова линия DI-Guy на VT MÄK, доставчик на симулационен софтуер със седалище в Кеймбридж, Масачузетс.
На 8 юни 2017 г. Alphabet Inc. обявява продажбата на компанията на японската SoftBank Group за неразкрита сума. На 2 април 2019 г. Boston Dynamics придобива стартиращата компания Silic Valley Kinema Systems.
През декември 2020 г. Hyundai Motor Group придобива 80% дял в компанията от SoftBank за приблизително 880 милиона долара. SoftBank Group запазва около 20% чрез филиал.
През октомври 2022 г. компанията подписва обещание, че няма да подкрепи каквото и да е въоръжаване на своите роботизирани творения. Boston Dynamics предлага на други компании за роботи да се присъединят към обещанието, и 5 други фирми също го подписват.

## Продукти

### BigDog
Big Dog е четириног робот, създаден през 2004 г. от Boston Dynamics, съвместно с Foster-Miller, Jet Propulsion Laboratory и Harvard University Concord Field Station. Той е финансиран от DARPA с надеждата, че ще може да служи като роботизирано муле за придружаване на войници в терен, прекалено груб за превозни средства, но проектът беше отложен, след като BigDog е сметнат за твърде сложен, за да се използва в битка. Вместо колела, BigDog използва четири крака за движение, позволявайки му да се движи по повърхности, които биха затруднили движение с колела. Наричан „най-амбициозният робот с крака в света“, той е проектиран да носи 340 lb (150 kg), включително войник, със скорост 4 mph (6,4 km/h; 1,8 m/s), преминавайки по неравен терен при наклони до 35°. 

### Cheetah
Cheetah („гепард“) е робот с четири крака, който препуска със скорост 28 mph (45 km/h; 13 m/s), което към август 2012 г. е световен рекорд за сухопътна скорост за роботи с крака.
Подобен, но независимо разработен робот, също известен като Cheetah, е направен от лабораторията за биомиметична роботика на MIT който до 2014 г. може да прескача препятствия, докато тича. До 2018 г. роботът успя да се изкачи по стълби.

### LittleDog
Излязъл около 2010 г., LittleDog е малък четириног робот, разработен за DARPA от Boston Dynamics за изследвания. За разлика от BigDog, който се контролира изцяло от Boston Dynamics, LittleDog е предназначен като тестова платформа за други институции. Boston Dynamics поддържа роботите за DARPA, като стандартни платформи.
LittleDog има четири крака, всеки от които се задвижва от три електрически мотора. Краката имат голям ход на движение. Роботът е достатъчно силен за катерене и динамична походка. Бордовият компютър на PC ниво комуникира с различни сензори, контролира задвижването и комуникациите. Сензорите на LittleDog измерват ъглите на ставите, токовете на двигателите, ориентацията на тялото и контакта крак-земя. Контролните програми имат достъп до робота чрез Boston Dynamics Robot API. Вградените литиево-полимерни батерии позволяват 30 минути непрекъсната работа без презареждане. Безжичните комуникации и записване на данни позволяват дистанционното управление и анализ на данни. Разработката на LittleDog се финансира от Службата за технологии за обработка на информация на DARPA.

### PETMAN
PETMAN (Test Ensemble Test Mannequin) е двуного устройство, конструирано за тестване на костюми за химическа защита. Това е първият антропоморфен робот, който се движи и балансира динамично, като истински човек.

### LS3
Legged Squad Support System (LS3), известна още като AlphaDog, е милитаризирана версия на BigDog. Той е устойчиво построен за военна употреба, с възможност за работа в гореща, студена, мокра и мръсна среда. 

### Atlas
Agile Anthropomorphic Robot „Atlas“ е 6-футов (183 cm) двуног хуманоиден робот, базиран на по-ранния хуманоиден робот PETMAN на Boston Dynamics, проектиран е за различни задачи за търсене и спасяване. 
През февруари 2016 г. Boston Dynamics публикува видеоклип в YouTube, озаглавен „Atlas, The Next Generation“, показващ нов хуманоиден робот с височина около 5'9" (175 cm, с около една глава по-къса от оригиналния DRC Atlas). Във видеото е показано, че роботът изпълнява редица задачи, които биха били трудни или невъзможни за предишното поколение хуманоидни роботи.
Видео, публикувано в канала на Boston Dynamics на YouTube от 11 октомври 2018 г., озаглавено „Parkour Atlas“, показва, че роботът лесно се изкачва на 2 ft (61 cm) високи стъпала върху платформа.
Atlas е показан във видеоклип в YouTube от септември 2019 г., в който прави „More Parkour“.

### Spot
На 23 юни 2016 г. Boston Dynamics разкри новия четириног робот Spot, подобен на куче, който тежи само 25 kg (55 паунда), доста по-лек от другите им продукти.
През февруари 2018 г. поредното видео на Spot, използващ механична ръка, за да отвори врата за друг Spot робот, достигна до номер 1 в YouTube с над 2 милиона гледания. По-късно видео от същия месец показва, че Spot продължава да се опитва да отвори вратата, въпреки противодействаща човешката намеса. Зрителите възприеха робота като „зловещ“ и „напомнящ на всякакви научнофантастични роботи, които не биха се предали в мисиите си да търсят и унищожават“.
На 11 май 2018 г. изпълнителният директор на Boston Dynamics Марк Райберт от TechCrunch Robotics Session 2018 обяви, че роботът Spot е в предсерийна продукция и се подготвя за търговско разпространение през 2019 г. На своя уебсайт Boston Dynamics подчертава, че Spot е „най-тихият робот, който те са построили“. Компанията заявява, че има планове с подизпълнители да построят първите 100 Spot-а по-късно същата година за търговски цели, като те започват да мащабират производството с цел продажба на Spot през 2019 г. През септември 2019 г. обаче журналистите бяха информирани, че роботите няма да се продават, но ще бъдат дадени под наем на избрани бизнес партньори. През ноември 2019 г. щатската полиция на Масачузетс стана първата правоприлагаща агенция, която използва Spot mini като робот-ченге, както и в отряда за бомби.
От 23 януари 2020 г. SDK на Spot е достъпен за всеки чрез GitHub. Това ще позволи на програмистите да разработят персонализирани приложения за Spot, за да извършват различни действия, които могат да бъдат използвани в различни индустрии. На 16 юни 2020 г. Boston Dynamics направи Spot достъпен за широката публика на цена от 74 500 щатски долара. От края на 2020 г. Spot се предлага на европейския пазар от дистрибутора General Laser.
На 23 юни 2020 г. един Spot, наречен „Зевс“, беше използван от SpaceX на техния тестов сайт на космическия кораб „Бока Чика“ за работа с преохладен течен азот и за инспектиране на „потенциално опасни“ обекти в и около стартовата площадка.
На 9 юли 2020 г. екип от роботи Spot се представи като мажоретки на трибуните на бейзболен мач между Fukuoka SoftBank Hawks и Rakuten Eagles, подкрепен от екип на SoftBank Pepper Robots. 
Spot изпълнява задачи за инспекция на плаващия производствен склад за съхранение и разтоварване на Skarv през ноември 2020 г.
На 29 декември 2020 г. Boston Dynamics публикува поредното Youtube видео „Do You Love Me“, което набра за броени дни 20 милиона гледания.

### Handle
Handle е робот с два подвижни крака на колела и две „ръце“ за манипулиране или носене на предмети. Той изправен е 6,5 ft (2 m) висок, пътува с 9 mph (14 km/h) и може да скоча 4 ft (1,2 m) високо. Той използва електроенергия за работа с различни електрически и хидравлични задвижващи механизми, има обхват от около 15 mi (24 km) с едно зареждане на батерията. Handle използва много от същите принципи на динамика, баланс и мобилни манипулации, открити в другите роботи на Boston Dynamics, но само с около 10 задействани стави е значително по-малко сложен.

## В поп-културата
- „Metalhead“, епизод от 2017 г. на Black Mirror, включва кучета роботи-убийци, наподобяващи и вдъхновени от роботските кучета от Boston Dynamics.[39][40]
- През юни 2019 г. пародийно видео се разпространява в социалните мрежи, в което робот, наподобяващ Atlas, е бил малтретиран, преди да отстрани своите нападатели. Видеото се оказа дело на Corridor Digital, който използва като знак на производителя „Bosstown Dynamics“ вместо „Boston Dynamics“. Този видеоклип подмамва много хора, включително известни личности като Джо Роган, което ги кара да повярват, че е реално.[41][42]
- В Heroes of the Storm (2015), мултиплейър видеоигра от Blizzard Entertainment, героите от играта могат бързо да се придвижват през бойното поле, използвайки монтиране, наречено „Project: DERPA“, което се позовава на един от четириногите роботи на Boston Dynamics.[43]
- В сериала „Силициева долина“ на HBO има две забележителни препратки към компанията – в епизод се появява компания за роботика, наречена Somerville Dynamics, кръстена на Somerville, град, който е съсед на Бостън,[44] както и в премиерата на сезона на сезон 3, се появява истински Spot на Boston Dynamics, видян да пресича улица.[45]